# Physeterostemon fiaschii
Physeterostemon fiaschii är en tvåhjärtbladig växtart som beskrevs av Renato Goldenberg och André M. Amorim. Physeterostemon fiaschii ingår i släktet Physeterostemon och familjen Melastomataceae. Inga underarter finns listade i Catalogue of Life.